# قوری (قصه)
" قوری" ( دانمارکی : Tepotten ) یک قصه ادبی نوشته شده توسط شاعر و نویسنده دانمارکی هانس کریستین آندرسن درباره یک قوری و ماجراهای اوست. این داستان برای اولین بار در سال ۱۸۶۳ منتشر شد و نشان از استعداد آندرسن برای سرمایه گذاری در اشیاء خانگی معمولی و دادن شخصیت به آنهاست.

## خلاصه داستان
یک قوری چینی بود که به خود بسیار افتخار می کرد ، اما در خود عیبی می دید (که ترک خورده است). او بسیار از خودش مفتخر بود که عیبی در خود می بیند. یک روز صاحب قوری حواسش نبود و قوری از دستش افتاد و قوری شکسته شد . مدتی قوری را در انباری نگهداری می کردند تا اینکه یکی از کارکنان قوری را با خاک پر کرد و از قوری یک گلدان زیبا ساخت. قوری چنان احساس خوشبختی کرد که هرگز چنین احساسی نداشت.صاحب قوری وقتی قوری را دید بسیار خوشحال شد و اورا کنار پنجره گذاشت.

## تاریخ انتشار
این اثر در ۱۲ دسامبر ۱۸۷۱ در جلد چهارم داستانهای پریا منتشر شد. 